# Fontans
Fontans är en kommun i departementet Lozère i regionen Occitanien i södra Frankrike. Kommunen ligger i kantonen Saint-Alban-sur-Limagnole som tillhör arrondissementet Mende. År 2022 hade Fontans 227 invånare.

## Befolkningsutveckling
Antalet invånare i kommunen Fontans
| Referens: INSEE |